# Lophothericles merehana
Lophothericles merehana is een rechtvleugelig insect uit de familie Thericleidae. De wetenschappelijke naam van deze soort is voor het eerst geldig gepubliceerd in 1954 door Kevan.